# ジム・スナイパー
ジム・スナイパー (GM SNIPER) は、「ガンダムシリーズ」に登場する架空の兵器。有人操縦式の人型機動兵器「モビルスーツ (MS)」のひとつ。
作中の登場勢力のひとつである地球連邦軍の量産型MSジムの遠距離狙撃型。「ジム・スナイパー」の名を持つMSとしてはテレビアニメ『機動戦士ガンダム』をベースとするメカニックデザイン企画『モビルスーツバリエーション (MSV)』で設定されたジム・スナイパーカスタムが初であり、以降の作品でも「ジム・スナイパー」の名を持つ機体が登場する。これらは同じジム系でもベース機体がそれぞれ異なるが、頭部にバイザー型の望遠カメラと、長距離用の銃器を持つ点では共通している。また、射撃以外でも通常のジムを上回る性能を持つという設定が付記されることが多い。
本記事では、「ジム・スナイパー」の名称を持つ機体以外の系列機についても解説する。

## ジム・スナイパーカスタム
『MSV』および『機動戦士Ζガンダム』（テレビ版）に登場。初期の資料ではジム重装型スナイパーカスタムと呼称されていた。メカニックデザインは大河原邦男。
前期生産型ジムをベースとして開発された。高機動戦部隊への配備を経て中距離射程ビーム・ライフルを使用することから「スナイパーカスタム」（スナイパー）と称されているが、実際は熟練パイロット向けに少数生産された総合的な性能強化型であり、その性能はRX-78 ガンダムに匹敵する。
熟練パイロットたちが前期生産型ジムの性能に不満を抱いて性能の改善を要求し、ソロモン攻略戦後にその要望が聞き入れられる形でジム・ライトアーマーと共に改装作業が行われた。予備の熱核反応炉が増設され、それに伴って腰部には増加冷却ユニットが装着された。さらに、大推力スラスターを内蔵したバックパックや脚部のサブ・スラスターにより、高い機動性を発揮する。主兵装は発射回数と引き換えに射程と出力を高めた下記の専用ビーム・ライフルであるが、細かな装備は機体ごとに異なっており、多種多様な仕様が存在する。
艦隊および狙撃部隊の護衛を兼務する「インターセプトカスタム」と「ガードカスタム」も、本機をベースとして開発・改修されている。コスト面から前期・後期生産型を合わせて50数機の生産に留まったが、その多くがア・バオア・クー戦に参戦した。一年戦争終戦後、これら3系統の機体仕様にそれぞれ個別の型式番号と機種名が与えられた。
本機は搭乗者の要望や適性に応じた個別チューンが施されているが、その約半数は最も重武装だったフランシス・バックマイヤー中尉機の仕様に倣っている。バックマイヤー機はR-4タイプ・ビーム・ライフルのほか、頭部に格闘戦用の開閉式バイザーを増設し、前腕部にボックスタイプ・ビーム・サーベルユニット、サイドスカートに折りたたみ式ハンドビーム・ガン、脚部側面に2連装ビーム・ガン、後腰部にハイパー・バズーカを装備している。大河原のデザインイラストやプラモデルはこの姿である。なお、折りたたみ式ハンドビーム・ガンは、装着位置を前腕部内側とする解釈も存在する。『週刊 ガンダム パーフェクト・ファイル』No.29（デアゴスティーニ、2012年4月3日）の「ジム・スナイパーカスタム」のページでは、「脚部マウントラッチに懸架されているのはハンド・ビーム・ショット」、「通常のビーム・ガン（実体弾式とも）の収納展開式ハンドガンを装備している」という記述がある。
また、ア・バオア・クー戦に参加したシモダ小隊機は、両肩に手持ち式のものを改造したミサイルランチャーを装着し、バーニア・スラスターが強化されている。
武装
R-4タイプ・ビーム・ライフル（ビーム・スナイパーライフル）
型式番号：BR-M-79L-3
ボウワ社製。延長されたIフィールド・チョークによって加速率と収束率を高めた狙撃用ビーム・ライフル。
「システム・ウェポン」と呼称されるモデルで、生産コストの削減のために79C-1型ビームスプレーガンとフレーム構造の共通化が図られた。ただし、共通のエネルギーCAPユニットが収められたレシーバー基部以外はより高価なパーツで構成されている。
スナイパー・ビーム・ライフル（L-3ビーム・スナイパー・ライフル）
型式番号：BOWA BR-S-85-L3
ボウワ社製。センサー・システムなど一部ユニットはジムIIなどが使用するBR-S-85-C2と共通とする汎用的な設計であるが、ビームの収束率は40パーセント高く、命中精度は最大射程でザクのモノアイを撃ち抜けるほどといわれる。
『機動戦士ガンダム 戦場の絆』ではこれも「R-4・ビーム・ライフル」と呼称されていた。
ボックスタイプ・ビーム・サーベル・ユニット
前腕部に取り付ける固定型のビーム・サーベルで、狙撃用装備で両手が塞がっていても刀身を展開できる。右腕に装備している機体とは別に、左腕に装備している機体も存在する。
2連装ビーム・ガン
脚部に取り付けることが可能なビーム・ガン。
『ガンダムエース』2018年10月号の連載「機動戦士ガンダム THE ORIGIN カトキハジメ メカニカルアーカイブス」31ページに設定画が掲載されており、ビーム・スプレーガンを上下2連にしたような形状をしている。
折り畳み式ハンドビーム・ガン
サイドスカートまたは腕部にマウントすることが可能な小型のビーム・ガン。
『機動戦士ガンダム モビルスーツバリエーション3 連邦軍編』（講談社、1984年7月）の21ページと93ページの設定画には、サイドスカートにマウントされているのみで詳しい設定画はなく、同書43-44ページに掲載された模型にもマウントされているのみで、拡大した写真などの掲載はない。
『ガンダムエース』2018年10月号の連載「機動戦士ガンダム THE ORIGIN カトキハジメ メカニカルアーカイブス」31ページに設定画が掲載されている。
R-7ビーム・ライフル
型式番号：BOWA BR-M-83R-7
宇宙海賊「シュテンドウジ」仕様機が装備していた長距離狙撃型ビーム・ライフル。U.C.0083時点では旧式の扱いを受けているが性能は優れているとされる。
ビーム・スプレーガン
ジムのものと同じタイプ。『MSV-R』では、脚部にマウントしており、『ガンダムエース』2018年10月号「機動戦士ガンダム THE ORIGIN カトキハジメ メカニカルアーカイブス」の30ページにも設定画が掲載されている。
ハイパー・バズーカ
ジムのものと同じタイプ。
劇中での活躍
『機動戦士Ζガンダム』第12話では、宇宙世紀0087年に連邦軍基地ジャブローでエゥーゴのMS部隊を迎撃する姿が描かれている。『MSV』とは異なり、スナイパー・ビーム・ライフルを装備している。
ゲームブック『機動戦士ガンダム 灼熱の追撃』では、戦闘機からMSへ転向したエース・パイロットであるレッドスター・インメルマンの駆る機体が登場する。赤い星に機体番号「8」をあしらったパーソナル・マークが描かれ（部位は不明）、2連装ビーム・ライフルとビーム・サーベルを装備している。型式番号はRGM-79Cとされ、インメルマン機以外の機体も登場するほか、分岐によっては自機として搭乗可能な機体も登場する。
書籍『機動戦士ガンダム 戦略戦術大図鑑』では、テネス・A・ユング少佐は本機とジム・コマンドを愛機とし、MS149機、艦船3隻を撃破する。このスコアは一年戦争におけるアムロ・レイ少尉を凌ぎ、一年戦争の地球連邦軍トップスコアとして記録されている。
漫画『機動戦士ガンダム オレら連邦愚連隊』では、陸軍所属のコルテス中尉が搭乗。数多くの汚れ仕事を請け負い、狙撃のみならず格闘戦を展開してネメシス隊を苦戦させる。
漫画『虹霓のシン・マツナガ』では、ジャバウォック隊のエルネスト・ギロー少尉が搭乗し、長距離狙撃を担当する。
漫画『機動戦士ガンダム0083 REBELLION』では、ガンダム試作2号機の奪還を目的とした第404空挺部隊の機体として登場。ジム・ナイトシーカーの支援機としてガンペリーのコンテナにベルトで固定され、上空からコムサイIIを護衛していたザクI・スナイパータイプを撃破するが、濃霧とジム・ナイトシーカーの全機撃破によって撤退する。
小説『機動戦士ガンダム ブレイジングシャドウ』では、旧サイド4宙域で活動する宇宙海賊「シュテンドウジ」に身を寄せたカイン・ラグナードの新たな乗機として登場する。元はシュテンドウジのスポンサーである武器商人ニーゼ・ゲルバンが同組織に売りつけた機体であったが、扱える者がいなかったことから当初は返品される予定だった。しかし、ジオン公国軍残党組織「ファラク」との戦いに際し、狙撃を得意とするカインが搭乗して支援をおこなっている。なお、当初はシュテンドウジに合わせたグレーと浅紫色のツートーンに彩られていたが、カインの搭乗機となってからは彼の要望で黒とダークグレーの塗装に変更されている。
『機動戦士ガンダム THE ORIGIN』の『MSV』的企画『機動戦士ガンダムTHE ORIGIN MSD(Mobile Suit Discovery) 』にも登場。ランドセルのスラスターの形状がシモダ小隊機と同型のものに変更されて配色も一部変更され、シモダ小隊機に近いデザインになったが、ミサイルランチャーは装備されていない。
漫画『機動戦士ガンダムF90 ファステストフォーミュラ』では、0112年から0114年にかけて傭兵集団GBGの一員となったリヴ・アンゲリカ（その後ディル・ライダーを名乗ることとなる）が搭乗する。全身が部隊カラーである黒で塗装されている。
備考
『MSV』の設定を担当した小田雅弘は、元々フルアーマーガンダムが登場するMSVのCM企画があった際、同機と釣り合うようにジム・スナイパーカスタムのデザインを起こしたことを、インタビューで明かしている。また、「スナイパーカスタム」という呼称は狙撃兵ではなくアメリカンフットボールのフォーメーションと、ウエスタンアームズのモデルガン「コンバットコマンダーカスタム」を元としたものであり、ジム・スナイパーカスタムのコンセプトはユーザー側でカスタムできる同モデルガンから着想を得たという。なお、ジム・スナイパーカスタムそのものは戦闘に特化したカスタムであり、異なる3機種のカスタムタイプで編成された構想がなされていたと説明している。

### ジム・ガードカスタム
『MSV』の文章設定が初出で（名称は「スナイパー」に対して「ガード」とのみ表記）、2009年にゲーム『機動戦士ガンダム 戦場の絆』に新規デザインで登場した後、メカニックデザイン企画『MSV-R』において大河原邦男による画稿とともに詳細な設定が追加された。
ジム・スナイパーカスタムをベースとして開発された防御性能向上型の機体で、友軍機および艦隊や軍事施設の防衛を主任務とする。
専用兵装として開発された巨大な盾「ガーディアン・シールド」が特徴で、実体弾の直撃に耐えうるために合金4種の5層構造となっており、表面にはビーム兵器の熱を吸収して緩和する特殊なコーティングが施され、バルカン砲が2門装備されている。そのほかの武装として、スナイパーカスタム系列用に再設計されたE-2ビームスプレーガンを装備し、通常は2丁を両腰にマウントする。近接格闘用として両前腕部甲にビーム・ダガーを装備し、これは手で保持するほか、装備したままボックス・タイプのように使用も可能である。また、スペック表には通常のジムと同型のBSjG01ビーム・サーベル2基も記載されているが、装備位置は不明。頭部60ミリバルカン砲は、戦闘時に複合センサー装備のバイザーを下ろした際に使用可能となる。さらに、固定武装として、両肩付け根にもバルカン砲を装備する。
高性能である反面扱いにくい機体でもあり、ほとんどが熟練パイロットによって運用されたといわれ、そのためか一年戦争後の残存数も多い。なお、名称と型式番号は一年戦争終結後に与えられたもので、これによってジム・インターセプトカスタムと誤認されることがなくなっている。
劇中での活躍
漫画『虹霓のシン・マツナガ』では、ジャバウォック隊のコーマック・ブラックウッド中尉が搭乗し、近接戦闘を担当する。
MSD版
『機動戦士ガンダム THE ORIGIN』の『MSV』的企画『機動戦士ガンダムTHE ORIGIN MSD (Mobile Suit Discovery)』にも登場。ランドセルのデザインが変更され、RX-78-02 ガンダムと同型とされている（両側のビーム・サーベルは省略）。また、E-2ビーム・スプレーガンは装備されておらず、通常のジムと同型のビーム・スプレーガン1丁を携行する。
劇中での活躍（MSD版）
漫画『機動戦士ガンダム THE ORIGIN MSD ククルス・ドアンの島』では、1機がジャブローに侵入したザクIIの部隊を待ち受け、ビーム・ダガーで1機を撃破する。その後、ガンキャノン隊と合流し、敵部隊を追い詰める。ジム寒冷地仕様と同型のシールドを装備する。

### ジム・インターセプトカスタム
『MSV』の文字設定が初出で（名称は「スナイパー」に対して「インターセプター」と表記）、『MSV-R』で大河原邦男によって新規にデザインされ、詳細な設定が追加された。
ジム・スナイパーカスタムの後期生産型で、コストの削減と生産効率の向上、そして完成間近の「フェロウ・ブースター」の装備を前提として仕様が変更され、十数機が生産されている。
フェロウ・ブースターは、本機の両肩付け根に背負うようにして接続するブースター・ユニットで、大気圏内用のコルベット・ブースターをベースに急ピッチで開発が進められる。フレームの流用と生産ラインの共用により、宇宙世紀0079年11月初頭に1号機がロールアウトされ、衛星軌道上でおこなわれたテストでは予想以上の高性能を示す。制式採用後、12月にはレビル艦隊をはじめとする3艦隊に配備され、迎撃任務に就いている。フェロウ・ブースターの稼働率は高く、ジムの上位機種である本体との稼働率の差によって運用にロスが生じ、稼働率向上のために通常のジムの肩付け根にフェロウ・ブースター接続用のジョイントを追加した代替機6機が各部隊に配備されている。フェロウ・ブースターには6連装のミサイル・ランチャーが2基装備されており、装備時の本体はジム用の武装が使用可能である。なお、フェロウ・ブースターは整備兵たちに "F.F." と呼ばれており、これは扁平な形状からヒラメ (flatfish) を想起したためとされる。
迎撃と艦隊護衛を主任務とすることから、現場ではジム・ガードカスタムと同一機種であると誤認されることが多いが、一年戦争終結後にそれぞれ名称と型式番号が与えられることで解消されている。
フェロウ・ブースター装備の本機が極めて高性能を示したため、一年戦争後に45機のフェロウ・ブースターが追加発注されている。これらはむき出しになっていたエンジン部に装甲が追加され、下面には兵装用のステーションが追加されている。
劇中での活躍
漫画『虹霓のシン・マツナガ』では、ジャバウォック隊のホープ・ギャロウェイ少尉が搭乗。バルザック式380ミリバズーカを2丁携行し、一撃離脱戦法をおこなう。フェロウ・ブースターが破壊されたあとは、以前の搭乗機であったGイグニスをその代替とし、ジム・インターセプトカスタム・イグニスと呼ばれる。
『機動戦士ガンダム THE ORIGIN MSD (Mobile Suit Discovery)』にも登場。
個人・部隊専用機
アルベルト・ウェイライン専用機
漫画『機動戦士ガンダム MSV-R ジョニー・ライデンの帰還』および『MSV-R SEASON 2』に登場。
一年戦争後にジル・ブロッケン・フーバーと名を変え、FSSを立ち上げたとされる、ウェイライン大隊長アルベルト・ウェイラインの専用機。ア・バオア・クー攻略戦において、僚機の犠牲を払いながらも手負いのジョニー・ライデンが搭乗する高機動型ゲルググを討ち取っている。カラーリングはクリーム・イエローを基調に、一部が白と黒で塗り分けられている。また左肩のみ濃いオレンジ色で塗られており、「ハンマーをもつMSの手と稲妻」をモチーフにしたパーソナル・マークが描かれている。左腰には "00" の番号が記されている。
なお、宇宙世紀0091年にもフーバーはインターセプトカスタムに搭乗しているが、本機と同じカラーリングかは不明。
フェーベ直掩隊配備機
『MSV-R SEASON 2』に登場。第1連合艦隊（レビル艦隊）の旗艦であるマゼラン級戦艦「フェーベ」直掩部隊のひとつである315MS小隊に配備された機体。同艦隊直掩機の部隊カラーである青と白を基調とする。315小隊にはほかにスナイパーカスタムやガードカスタムも配備され、艦の護衛だけでなくMS戦に向いていない機体やスペース・ランチなどの護衛もおこない、ときには味方機の発着艦を守ることも想定されている。
レビル艦隊はソーラ・レイの照射によって消滅するが、奇跡的に消滅をまぬがれ回収された機体データから宇宙世紀0090年に本機のフェロウ・ブースター運用時の記録映像がようやく復元されている。ただし、映像では左肩にある小隊番号は確認できず、315小隊機であるかは不明。

## ジム・スナイパー
OVA『機動戦士ガンダム 第08MS小隊』に登場。後述のロングレンジ・ビーム・ライフルのデザインは、山根公利による。
陸戦型ジムをベースに、センサー精度の向上やロングレンジ・ビーム・ライフル用のOSを追加した機体。ロングレンジ・ビーム・ライフルの運用を想定して冷却機器や電送系に改造が施されているものの、それら以外の仕様は全身がカーキグリーンに塗装されている点以外、陸戦型ジムと外観や基本性能に違いはない。
なお、本機はあくまで「陸戦型ジムの狙撃仕様」であり、ジム・スナイパーカスタムやジム・スナイパーIIとの関連性はない。
武装
ロングレンジ・ビーム・ライフル
型式番号：BLASH XBR-X-79YK。外部設備から有線でエネルギーと冷却剤を供給する方式の長距離狙撃ライフル。試作兵装の一種で、エネルギーCAPシステムを迂回することにより、外部からのエネルギー供給を可能としている。その際は戦艦並みの威力を発揮するものの、エネルギーが機体を経由することは変わらないため、冷却が必須となる。
エネルギー供給機器と冷媒を備えたバックパックを追加装備することにより、（その際は設置型の外部ジェネレーターと比較し、性能が若干低下するものの）拠点から離れた運用も可能となる。
ゲーム『機動戦士ガンダム戦記 Lost War Chronicles』などではジム・スナイパーIIが使用する。
劇中での活躍
イーサン・ライヤー司令官の乗艦するビッグ・トレーの護衛として数機が登場し、チベットのアプサラス開発基地攻略戦に投入される。ギニアス・サハリンに休戦協定を無視された報復措置として、負傷兵を乗せて脱出を図るザンジバル級機動巡洋艦「ケルゲレン」を撃沈し、脱出したグフフライトタイプを撃墜したうえ、命令を無視してアプサラスIIIに接近しようとするガンダムEz8も狙撃し、左半身を抉り取る。最後は、アプサラスIIIのミノフスキー・クラフトユニットを撃ち抜いて中破させるが、メガ粒子砲の反撃でコクピットを撃ち抜かれ、戦闘不能となる。
試験型ジム・スナイパー
漫画『機動戦士ガンダム第08MS小隊 U.C.0079+α 外伝』に登場した機体。胸部に寝撃ち姿勢維持用のジャッキが増設されている。
スナイパーのアンブッシュ狙撃をMSサイズでテスト運用する機体。機体本体はジェネレータまで停止して潜伏し、離れた場所に設置された有線接続ジェネレータからの電力で大型ロングレンジ・ビーム・ライフルによる狙撃を行う。

## ジム・スナイパーII
OVA『機動戦士ガンダム0080 ポケットの中の戦争』などに登場。メカニックデザインは出渕裕。
ジム・スナイパーカスタムの設計コンセプトを、ジム・コマンド系列機に反映させた機体。精密射撃用センサーと高倍率カメラ（精密射撃用レーザーと光学複合センサー）を備えた開閉式バイザーを持ち、頭部バイザーを下ろして頭部全体を冷却することで超長距離の狙撃を可能としている。非戦闘空域での突発戦闘時には専用のスナイパー・ライフルによって敵旗艦や敵指揮官機を仕留め、戦闘を短期に決着させる。
純粋なMSとしての性能はカタログスペックにおいてRX-78ガンダムを凌駕する水準を誇り、脚部に増設したスラスターと新型のバックパックによって推力を増強。公国軍のゲルググに単機で対抗できる数少ない量産機でもある。その基本設計や機構の多くは、後発のネモやジェガンなどに多大な影響を与えたといわれている。しかし、生産開始が戦争末期だったことと高コストのために少数しか生産されておらず、一年戦争に間に合った機体はごく少数に限られる。標準塗装は濃淡ブルーを基調とする。
『マスターアーカイブ モビルスーツ ジム』では、SC型とSP型が実戦に投入されたのはほぼ同時期であるため、SC型のコンセプトを反映させてから開発する時間的余裕はなく、SC型の仕様が固まった時点で当時開発中だった汎用モデルであるG型系列に盛り込む計画に着手したとされている。
武装
本機は汎用性も高く、一年戦争当時におけるほとんどの連邦軍MSの武装を使用できる。ジム・コマンドとは、ブルパップ・マシンガン、ビームサーベル、曲面型シールドが共通する。
陸戦型ガンダムと共通のビーム・ライフル、100mmマシンガン、ロケットランチャーについては陸戦型ガンダム#武装・装備を参照。
75ミリスナイパー・ライフル
型式番号：Franz EF-KAR98K
フランツ社が開発した兵装。液体装薬を使用しており、弾丸のみを装填する。標準装備として10×350（対物レンズ径）エレクトリック・サイトがあり、トリガーでジム・スナイパーIIのコンピューターと連結し、高い命中率を誇る。運用コンセプトとしては、後方の敵指揮官機や戦艦を一撃で沈めることで、戦闘を早期終了させるために用いられる。プラモデルのステンシルには、「ZIONIC」の文字とジオン軍マークが確認できる。ボルトアクション式ゆえに次弾装填で時間を要するために迎撃や近接戦闘には不向きであり、通常の出撃ではビームライフルなどの予備火器を携帯する。
なお、本機専用の装備というわけではなく、精密射撃を行わないのであれば一般機においても近距離から中距離までの無反動砲として利用できる。
『0080』発表当時にデザインそのものは存在したが、作中では登場しなかった装備である。後発のゲーム『SDガンダム GGENERATION』シリーズや『ギレンの野望』シリーズなどに登場する。
長らくビームであったり実弾であったりと、その設定が曖昧だったが、『マスターアーカイブ モビルスーツ ジム』ではフランツ社で開発された75ミリの実弾式狙撃ライフルとされている。一方、テレビアニメ『ガンダムビルドファイターズ』でジムスナイパーK9が使用したものはビーム・ライフルとして描かれている。
ビーム・ライフル
型式番号：XBR-M-79S
対MS戦において携行する。エネルギーCAPデバイスは特徴的な形状をしており、カタツムリに似ていることから「スネイル (Snail)・タイプ」と呼ばれ、型式番号末尾の "S" はこの頭文字である。次世代を見据えた斬新な基本設計であるが、当時の技術レベルでは設計者の構想を十分に実現できず、高い評価を得られず少数が試作されずに留まっているが、リド・ウォルフ専用機での使用も確認されている。0087年にEパック方式に改良し出力を強化したBR-M-87が開発され、百式の専用武装となっている。
ロングレンジ・ビーム・ライフル
ジム・スナイパーと同型の大型ビーム・ライフル。2000年に発売されたPS2専用ゲーム『機動戦士ガンダム』にてホワイト・ディンゴ隊仕様機の装備として登場して以降、『機動戦士ガンダム戦記 Lost War Chronicles』などの後発のゲームや模型でもロングレンジ・ビーム・ライフル装備機の登場機会は多い。『ガンダム戦記』の漫画版では、連続使用には機体を外部電源機器に接続する必要があり、冷却剤とエネルギーパックなしでの発射は1回のみとなっている。
漫画『機動戦士ガンダム オレら連邦愚連隊』に登場したネメシス隊所属の「エイプ」ことジャン・ディベビエ機も同型のライフルを使用しており、こちらはチャージにある程度の時間を要するが、連続での使用が可能とされている。
L-9ビーム・ライフル
型式番号：BOWA BR-M-82L-9
小説『機動戦士ガンダム ブレイジングシャドウ』が初出。ボウワ社がガンキャノンのビーム・ライフルを基に開発したロングバレルの狙撃型ビーム・ライフル。バレルにはバイポッドを装備。Eパック式で、1回の射撃でカートリッジ1つを丸ごと消費する。
ビーム・カービン
型式番号：BOWA XBC-M-83D-2C
小説『機動戦士ガンダム ブレイジングシャドウ』でジム改が携行するビーム兵器。
バルカン砲
本機の頭部に60mmバルカン砲は内蔵されていないが、『機動戦士ガンダム外伝 コロニーの落ちた地で…』のホワイト・ディンゴ隊仕様機は、右側頭部にパック方式のバルカン砲を追加装備している。他にも『ガンダム戦記』などの地上を舞台としたゲーム作品でも装備した機体は多く、カードビルダーではホワイトディンゴ隊以外の機体も装備している。
ミドル・シールド
『機動戦士ガンダム外伝 コロニーの落ちた地で…』のホワイト・ディンゴ隊が装備。陸戦型ガンダムの小型シールドの上に、下半分にしたジムのシールドを重ねている。
個人・部隊用カスタム機
迷彩塗装機
書籍『MS ERA 0001〜0080 ガンダム戦場写真集』に登場する機体で、グリーンのタイガー・ストライプ迷彩がほどこされている。森林の中、ネットなどによってカモフラージュされている。撮影時期は宇宙世紀0079年10月とされているが、パイロットや所属部隊などは不明。携行しているライフルは作画を担当したアニメーター、岩滝智によるオリジナルデザインである。
リド・ウォルフ専用機
書籍『機動戦士ガンダム 戦略戦術大図鑑』の文字設定が初出で、ゲーム『ギレンの野望 ジオン独立戦争記』でカラーリングが設定された。連邦軍のエース「踊る黒い死神」ことリド・ウォルフ少佐が最後に使用した機体とされ、黒とライト・グレーを基調に塗装されている。
ホワイト・ディンゴ隊仕様
ゲーム『機動戦士ガンダム外伝 コロニーの落ちた地で…』に登場。オーストラリア戦線の特殊MS小隊「ホワイト・ディンゴ」の戦闘スタイルや任務内容に合わせて、デリケートな狙撃用の各種機構や宇宙用装備をオミットし、陸戦能力と状況適応能力の向上を目指した現地改修機。同隊の配備機は部隊カラーである濃淡グレーに塗り分けられているが、本機のみ青と白を基調とする。左肩にはディンゴをモチーフにした部隊章が描かれているほか、右側頭部にバルカン砲ユニットが追加され、陸戦型ガンダムの小型シールドに追加装甲を貼り付けた、ミドル・サイズのシールドが装備されている。実戦的で優秀なカスタム機となっており、部隊内では「ジム・スナイパーカスタムII」と呼ばれていたともいわれる。
ジャン・ディベビエ専用機
漫画『機動戦士ガンダム オレら連邦愚連隊』に登場する教導団「ネメシス」隊のジャン・ディベビエ中尉が搭乗する機体。ネメシス隊の部隊カラーである濃淡ブルーとオレンジで塗装されている。
カイン・ラグナード専用機
小説『機動戦士ガンダム ブレイジングシャドウ』に登場する特殊部隊「シャドウズ」チーム5の隊長、カイン・ラグナード大尉が搭乗する機体。「シャドウズ」の部隊カラーである黒とダーク・グレーで塗装され、左肩に漢字の「影」をモチーフにした部隊章が描かれているほか、頭部の狙撃センサーの変更やバルカン・ポッドの追加、左大腿部には携行武装のL-9ビームライフルの交換用Eパックを装備する。任務の内容によってはビーム・カービンを携行する。公国軍残党が潜伏する「ヘルズゲート」攻略の際に中破するが、パイロットは脱出し基地内に侵入している。
物語の後半で登場する機体はヘルズゲート決戦仕様と呼ばれる。カインが再びヘルズゲート攻略に向かう際に「シャドウズ」チーム6の協力を得て調達した、「シャドウズ」所属時の愛機を再現したものに追加装備を施した機体である。RGM-M-Sh-007タイプのシールドを加工したショート・シールドを新たに装備。シールドにはチャフロケットシステムが搭載され、ミノフスキー粒子を併用して距離に関わらずレーダーや誘導兵器を無力化、この妨害行動は「雲」と呼ばれる。またチャフの発生装置自体が発光・発熱することにより熱感知システムに対しての囮としても使用可能。リアアーマーには基部が回転するバズーカラックが増設され、ヘルズゲート攻略時には安定性を重視しガンダムやジムが装備するものと同タイプのHB-L-03/N-STD-10 ハイパー・バズーカを装備している。
ティターンズ仕様
ウェブ小説配信サイト「矢立文庫」の企画『アナハイム・ラボラトリー・ログ』に登場。光学式カメラシステムを新型のものに換装するなどの近代化改修が施されており、L-9ビームライフルを装備している。カラーリングはダーク・ブルーを基調としたティターンズ・カラー。アレキサンドリア級重巡洋艦「アル・ギザ」に所属している。
劇中での活躍
連邦軍の強襲揚陸艦グレイファントム所属の「スカーレット隊」に配備されている。これはサイド6周辺での度重なる戦闘が問題になり、戦闘の早期決着が求められたためである。サイド6「リボー」コロニー内に現れた公国軍サイクロプス隊のケンプファーの迎撃に、ジム・コマンド数機と量産型ガンキャノン2機とともに本機2機が、ジム・コマンドと共通のプルバップ・マシンガンを装備して出撃するが、スカーレット隊は全滅する。なお、一部のジム・コマンドは脚部に本機と同様の特徴が見られ、「ジム・コマンド（コロニー内仕様）カラーのジム・スナイパーII」であるとの見方もある。
『マスターグレード』の本機の説明書では、「スカーレット隊」ではなく、同じくグレイファントム所属の「ディープブルー隊」に配備されたとしている。スカーレット隊がジム・コマンド3機と量産型ガンキャノン1機、ディープブルー隊が本機3機と量産型ガンキャノン1機の編成であるとされ、映像に登場しない本機1機はグレイファントムに1丁のみ支給されたスナイパー・ライフルでデッキからケンプファーを狙撃しようとするが、動きが早く照準が定まらないまま終わっている。
ゲーム『機動戦士ガンダム外伝 コロニーの落ちた地で…』では、終盤にホワイト・ディンゴ隊に配備される。公国軍のHLV発進を阻止する緊急特別任務に際し、ジャブロー基地でロールアウトして間もない本機が急遽ホワイト・ディンゴ隊へ届けられ、陸戦型ゲルググやライノサラスと交戦する。小説版では小隊長のマスター・ピース・レイヤー中尉機のみビーム・ライフルを装備し、ほかの2機は100mmマシンガンを装備している。
ゲーム『機動戦士ガンダム スピリッツオブジオン』、ステージソロモン攻防戦に登場、不死身の第四小隊隊長サウス・バニング搭乗の機体。
漫画『機動戦士ガンダム戦記 Lost War Chronicles』では、MS特殊部隊第3小隊へ1機配備され、射撃を得意とするラリー・ラドリー少尉が搭乗する。ジャブロー防衛戦の際にはロングレンジ・ビーム・ライフルによる狙撃任務につくが、隊長であるマット・ヒーリィ中尉の判断ミスによりザクIIの攻撃がコクピットに被弾し、機体は小破で済むがラリーは戦死する。修理後は同僚のアニッシュ・ロフマン曹長が搭乗し、100mmマシンガンを携行して戦線に復帰している。

### ジム・シューター
スマートフォンゲームアプリ『機動戦士ガンダム U.C. ENGAGE』に登場するゲームオリジナルMS（型式番号：RGM-79SQ）。
基本性能の高いジム・スナイパーIIを再利用して作られた超長距離支援用MS。一年戦争以降に発展したサブフライトシステムによってMSの運用領域は空にまで拡大し、宇宙世紀0090年代後半でも前線では対空兵器としての中・長距離支援機が必要とされた。20年の歳月を経て老朽化した機体をベースとするが、高出力のロングレンジ・ビーム・ライフルの運用のみに限定することで、携帯可能なサイズまでの小型化とバックパックへの一体化を両立。さらに冷却材とエネルギー・パックを一体化してリア・スカートに装備することにより、数発ではあるものの単独での連続使用を実現している。

## ジム・スナイパーIII
雑誌企画『ADVANCE OF Ζ ティターンズの旗のもとに』に登場。
ジムIIのティターンズにおける評価試験のために作られたジム改高機動型を、わずかなオプションの換装によりスナイパー・タイプへと変更した仕様。頭部にジム・スナイパーIIの強化版であるバイザー・センサーを装備、武装はEパック方式の高出力ロングレンジ・ビーム・ライフル（のちのガンダムMk-IIと同型のものがベース）を携行する。最小限のパーツ追加により仕様変更が可能なため、運用効率は高い。
作中での活躍
宇宙世紀0084年12月にティターンズ・テスト・チーム（T3部隊）に配属されたカール・マツバラ中尉が同隊の3番機として搭乗し、実戦テストを兼ねた公国軍残党狩りに従事する。その後、カールはハイザック先行量産型などのテスト・パイロットも務めるようになり、0085年10月の大気圏突入用シャトルの護衛を最後に搭乗していない。
装備バリエーション
ジム・スナイパーIII （キャノン砲パック実験型） (GM SNIPER III [CANNON PACK TEST TYPE])
火力強化のための中距離支援用バックパック、通称「キャノン・パック」を装備した仕様。旧公国軍のゲルググキャノンが既に採用していた、キャノン系MSの運用コンセプトをバックパックの交換のみで再現する装備である。本装備により重量アライメントは崩れ、機体本来の運動性は損なわれるものの、火力は大幅に増強され支援機としてのフォローが可能。当時のキャノン砲はビームが主流であるが、ベース機の主兵装が高出力のビーム兵器であるため、ジェネレーターへの負担を考慮して実体弾タイプが採用されている。シールドはガルバルディβのものを運用テストのために装備し、表面にはロングレンジ・ビーム・ライフルの交換用バレル2本をマウントするホルダーが装備されている。
イラストではジム改高機動型をベースとしているが（装備は若干異なる）、作例では本機がベースとされた。カール機と同じT3部隊のカラーリングと3番機のマーキングがほどこされているが、フォト・ストーリーには登場しない。
ジム・スナイパーIII［高機動仕様］(GM SNIPER III [High Mobility Unit])
ハイザック先行量産型のバックパックを強化したものを装備した仕様。ジム系との相性をテストする計画であったが、ハイザックの制式採用が決定しその生産が優先されることにより、開発は遅れテストは先延ばしとなる。ハイザックの生産が順調におこなわれたあとにバックパックの強化プランが再始動し、T3部隊に試作モデルが供与される。バックパック以外にも、脛後部にAMBACと併用する形で宇宙空間での姿勢制御を目的とする増加スラスターが装備されている。武装は大型のEパックを採用し、パック交換によるタイムロス省略を目的とする試作型ビーム・ランチャーと、キャノン砲パック実験型と同様に予備バレル2本をマウントしたガルバルディβのシールドを携行する。カール機を強化する形で換装され、のちにバックパックとビーム・ランチャーはハイザック・カスタムに、脛部の増加スラスターは改良型がジムIIIに採用されている。
イラストおよび作例が掲載され、上記の通り設定ではカール機をベースにしたとされるが、フォト・ストーリーには登場しない。

### ジム・スナイパーIII（量産型）
ウェブ企画『A.O.Z Re-Boot』に登場（型式番号：RMS-179SR）。
こちらはジムIIがベースとなっている（ジム改をジムII仕様に近代化改修）。試作機と同様のバイザー・センサー、高機動仕様のバックパックと脛後部増加スラスターを装備している。武装はハイザック［ヴァナルガンド］の長銃身ビーム・ライフルにスコープを追加したものを携行する。ジムII中距離支援型とともに制式採用されて生産が進められ、ティターンズを中心に配備される。カラーリングはティターンズ・カラーのものが確認できる。

## その他

### ジム狙撃兵
ホビージャパン刊行の書籍『GUNDAM GAMES TACTICS別冊』に登場（型式番号：RGM-79）。
一年戦争中に運用されたジムの狙撃仕様。全身にカモフラージュが施されており、タイガーストライプの迷彩塗装のほか、胴体上部に擬装ネットや木の枝が被せられ、頭部にはゴーグル型センサーの反射光を抑えるための装甲バイザーを装備している。武装はビームスナイパーライフルで、こちらもバレルに迷彩目的のテープが巻き付けられている。第五航空軍MS兵団に配備され、東南アジア方面で戦闘に参加した。

### ジム・スナイパー,EX
漫画『機動戦士VS伝説巨神 逆襲のギガンティス』に登場。
背中に装備されている大型のバーニアが特徴的な機体。超大型MS調査のために木星空域へ派遣された。連邦軍屈指のニュータイプであるシマ・八丈と鉄面皮が搭乗し、アムロ・レイとジュドー・アーシタが乗るメガゼータの援護や巨神のデータ分析を行う。